# Сеножети (Загорје об Сави)
Сеножети (словен. Senožeti) је насељено место у општини Загорје об Сави, Засавска регија, Словенија.

## Историја
До територијалне реорганизације у Словенији били су у саставу старе општине Загорје об Сави.

## Становништво
У попису становништва из 2011. године, Сеножети су имали 22 становника.
| Број становника према пописима | Број становника према пописима | Број становника према пописима |
| ------------------------------ | ------------------------------ | ------------------------------ |
| 1991                           | 2002                           | 2011                           |
| 29                             | 21                             | 22                             |